# Bakcsó
A bakcsó (Nycticorax nycticorax) a madarak (Aves) osztályának a gödényalakúak (Pelecaniformes) rendjébe, ezen belül a gémfélék (Ardeidae) családjába és a gémformák (Ardeinae) alcsaládjába tartozó faj. Népies neve vakvarjú, kvakvarjú, oláhpap, kakcsó, vasfejű vakkánya.

## Rendszerezése
A fajt Carl von Linné svéd természettudós írta le 1758-ban, az Ardea nembe Ardea nycticorax néven.

## Alfajai
- Nycticorax nycticorax nycticorax – Európa, Ázsia és Afrika területén él; ez az alapfaj
- feketekoronás bakcsó (Nycticorax nycticorax hoactli)[4] Észak- és Közép-Amerikában, valamint a Hawaii-szigeteken
- Nycticorax nycticorax obscurus – Dél-Amerika északi és középső részén fordul elő
- Nycticorax nycticorax falklandicus – a Falkland-szigeteken él

## Előfordulása
Észak-Amerika, Európa és Ázsia területén fészkel, telelni délre vonul, eljut Dél-Amerikába és Afrikába is.
Természetes élőhelyei a fészkelésnél az ártéri ligeterdők, mocsarak, lápok, tavak, folyók és patakok környéke, a telet szubtrópusi vagy trópusi síkvidéki esőerdőkben és mangroveerdőkben tölti.

### Kárpát-medencei előfordulása
Magyarországon  rendszeres fészkelő, március-október hónapokban észlelhető. Állománya stabil, 2400-3600 költő pár közé tehető. Elsősorban a Tisza-tó, a Felső-Tisza és a Kis-Balaton vidékén fordulnak elő, de gyérebb állománnyal az egész Dél-Alföldön, a Tisza mentén, a Velencei-tónál és a Kisalföldön, valamint Délnyugat-Magyarországon is találkozhatunk. Az Északi- és a Dunántúli-középhegységben, valamint Magyarország legnyugatibb régióiban ritkának mondható.

## Megjelenése
Testhossza 58–65 centiméter, szárnyfesztávolsága 105–112 centiméter, testtömege pedig 500–800 gramm. A bakcsó a kisebb termetű gémfélék közé tartozik, ráadásul jellegzetes gubbasztó testtartása miatt még valós méreténél is kisebbnek tűnik. A kifejlett bakcsó tollazata alapvetően fekete-fehér. Csőre, feje teteje és háta fekete, szárnytollai szürkések, arca, nyaka és hasoldala fehér. Szeme vörös. Halványzöld lába a párzási időszakban sárgás vagy vöröses színűvé válik, hasonlóan arcbőréhez. Bóbitája néhány hosszú, fehér tollból áll. A fiatal példányok sötétbarna rejtőszínűek vajszínű pettyekkel, és olykor összekeverhetőek a hasonló méretű, összességében világosabb színezetű és csíkos bölömbikával.
|  |  |

## Életmódja
Bujkáló természetű, szürkület idején lesz aktív (erre utal tudományos elnevezése is: Nycticorax, ’éjszakai holló’), nappal pedig csapatosan pihen élőhelyén, a nádasok vízközeli peremén, fűzfákon. Bár társas lény, inkább magányosan vadászik: halakat, békákat, vízirovarokat és kisebb emlősöket fogyaszt. Ha fiókái vannak, nappal is kutat táplálék után.

## Szaporodása
A gémfélék többségéhez hasonlóan költőtelepeket alkot, elsősorban a nádasban, fűzbokrokban, ártéri fákon. A kolóniákban olykor más gémfélék is előfordulnak. A telepen belül minden hímnek megvan a maga territóriuma, amit látványosan védelmez a betolakodókkal szemben: leszegi a fejét és felborzolja nyakán, hátán és a mellén a tollait, közben rövid kiáltásokat hallat. A partnert viszont  csőrfenéssel és jelképes tollápolással üdvözli.
A fészket a tojó építi a hím által összehordott gallyakból és náddarabokból. A rendetlen, durván összerótt fészket évről évre bővítik. A tojó három-öt tojást rak kétnapos eltéréssel, ami megkönnyíti a későbbiekben a fiókák táplálását, emellett az előbb kikelt példányoknak nagyobb esélye lesz a túlélésre táplálékban szegény években. A tojások 20-22 nap után kelnek ki hat-nyolc napos eltéréssel, és a sötét tollazatú fiókák összességében 40-50 nap után repülnek ki. Közben mindkét szülő részt vesz a táplálásukban.
|  |  |  |

## Természetvédelmi helyzete
Az elterjedési területe rendkívül nagy, egyedszáma csökken, de még nem éri el a kritikus szintet. A Természetvédelmi Világszövetség Vörös listáján nem fenyegetett fajként szerepel,  Magyarországon fokozottan védett, természetvédelmi értéke 100 000 forint.

## Folklór
A vakvarjú elnevezés leginkább a Csíp, csíp, csóka című gyermekmondókából ismert:
Csip-csip csóka,
vak varjúcska.
Komámasszony kéreti a szekerét,
nem adhatom oda, tyúkok ülnek rajta.: 
Hess, hess, hess!: 
Csip-csip csóka,
Vakvarjúcska.
Jó volt-e a
Kisfiúcska?
Ha jó volt a
Kisfiúcska,
Nem csíp meg a
Vakvarjúcska.
Fekete István: Tüskevár c. regényében is említik:
"A madársereg elcsendesedett, és elfogyott a levegőből. Szétrepültek a messzeségbe, vagy leereszkedtek újra a vízre. Gyula meg-megállt, ha felettük elszállt valami.
– Ez mi?
– Szürkegém.
– Hát ez, Matula bácsi?
– Bakcsó, de úgy is mondják: vakvarjú.
– De azért lát, ugye?
– Nem azért mondják, mert vak, hanem azért, mert úgy szól, hogy: kvak-vak…
– Furcsa.
– Mér lenne furcsa? Azt mondja, hát azt mondja. Ű tudja, hogy mit kell mondani…"

## Képek

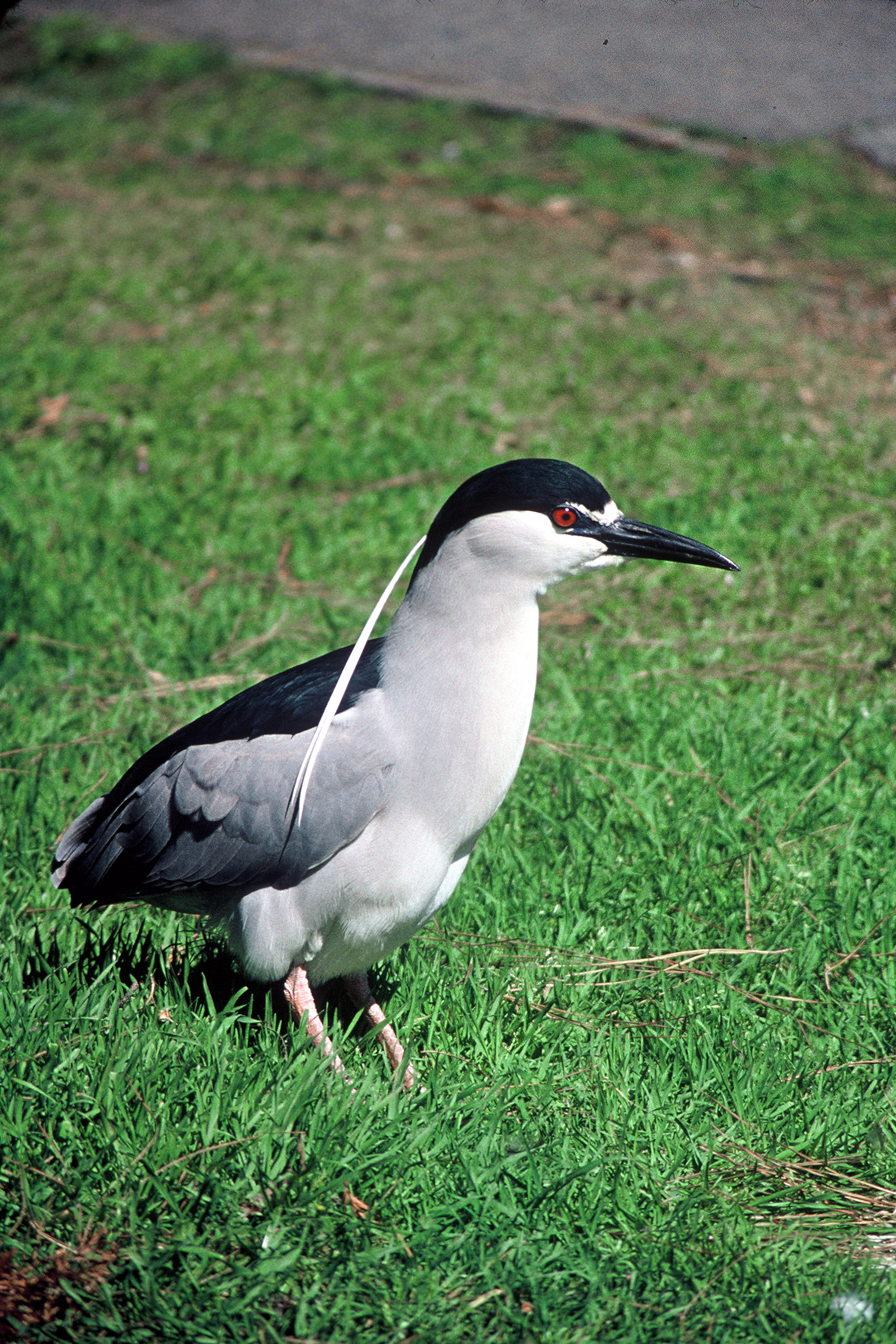
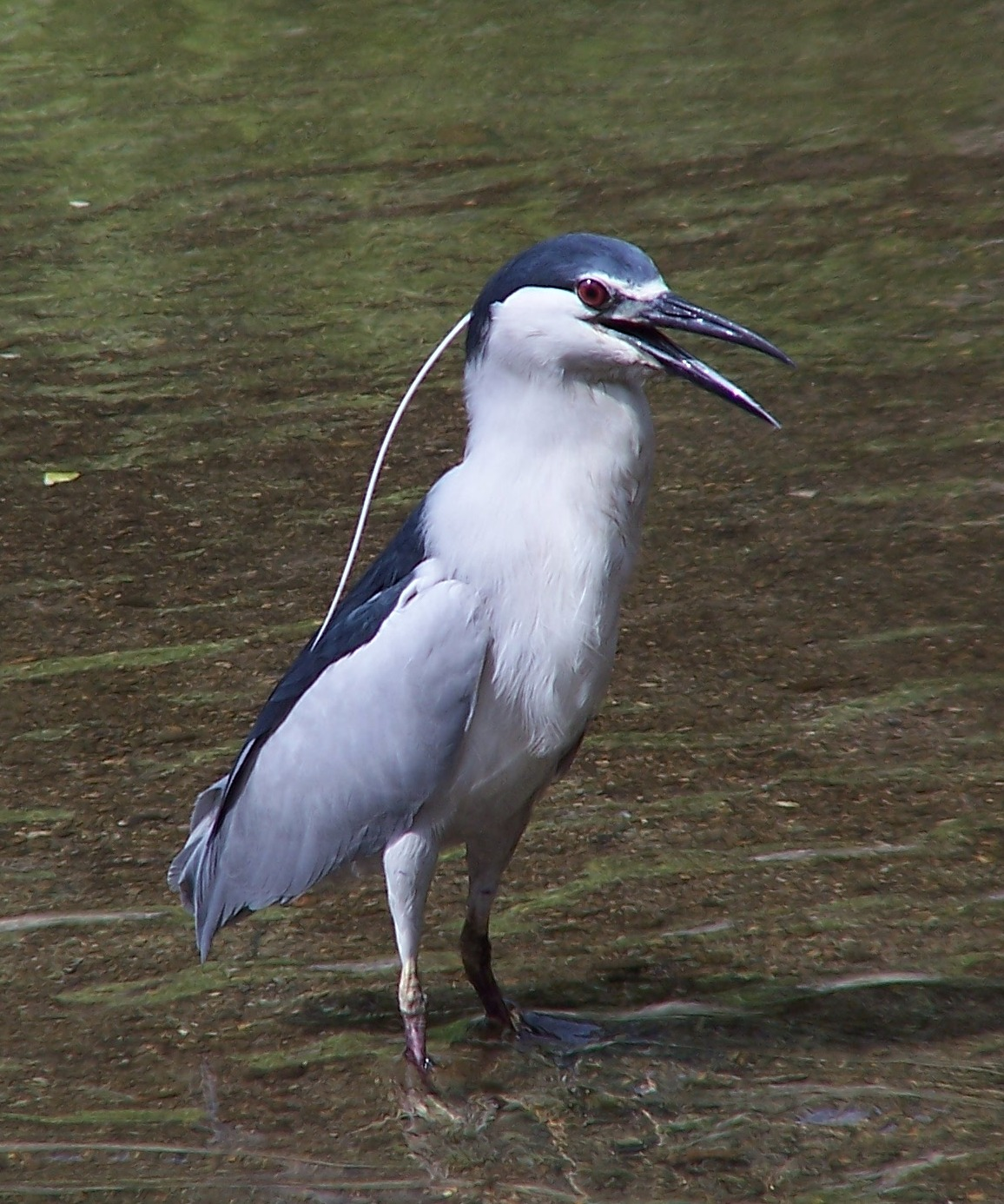
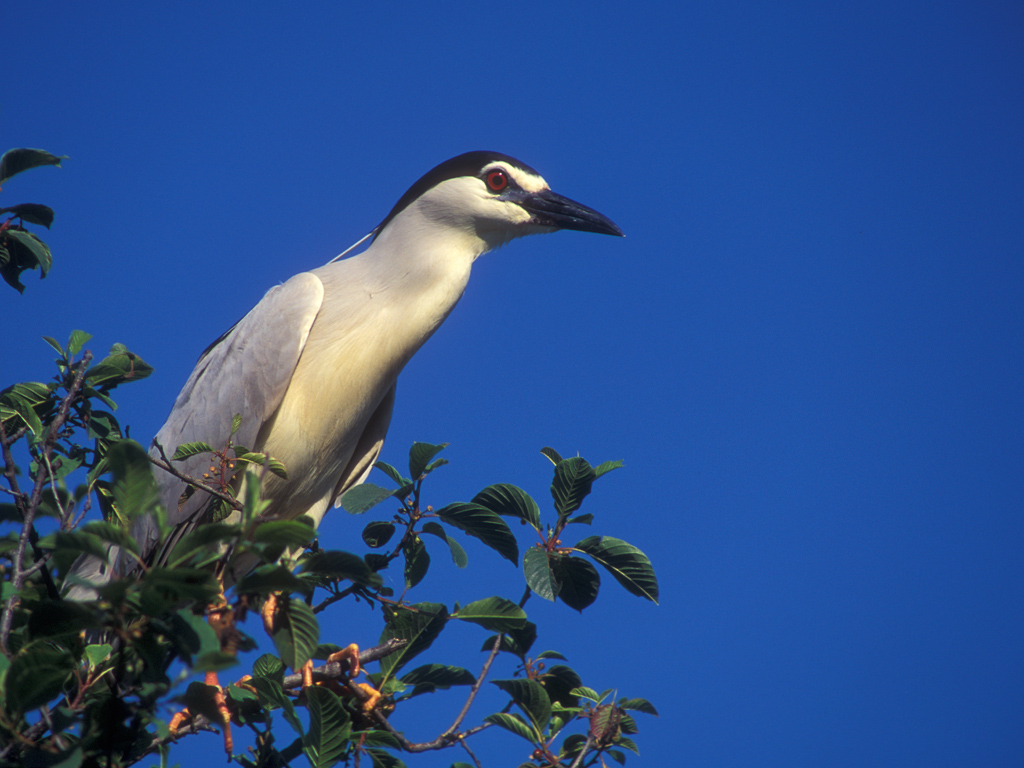
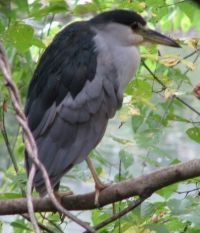
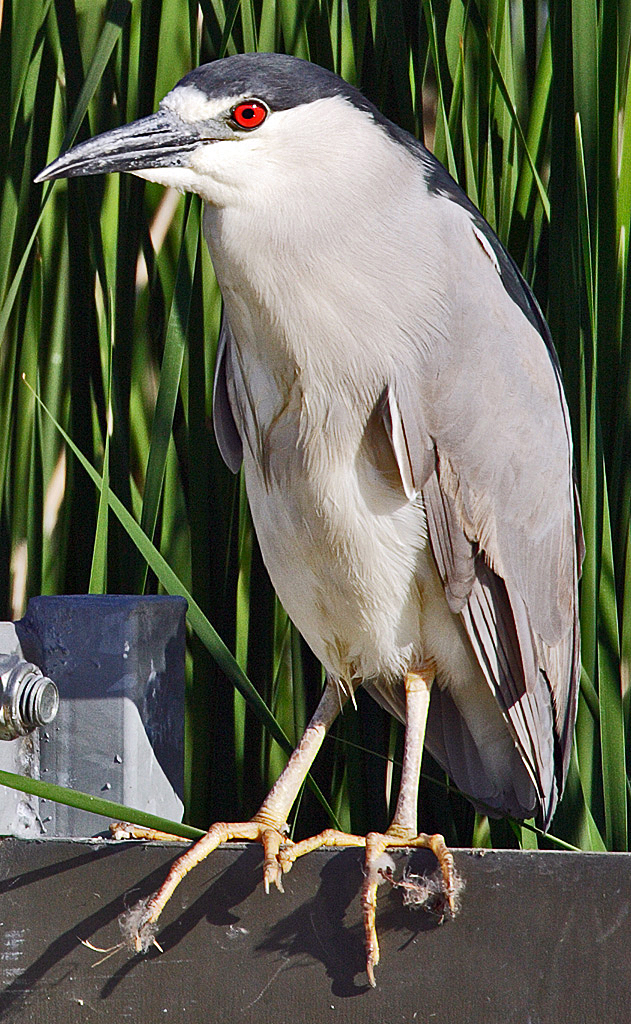
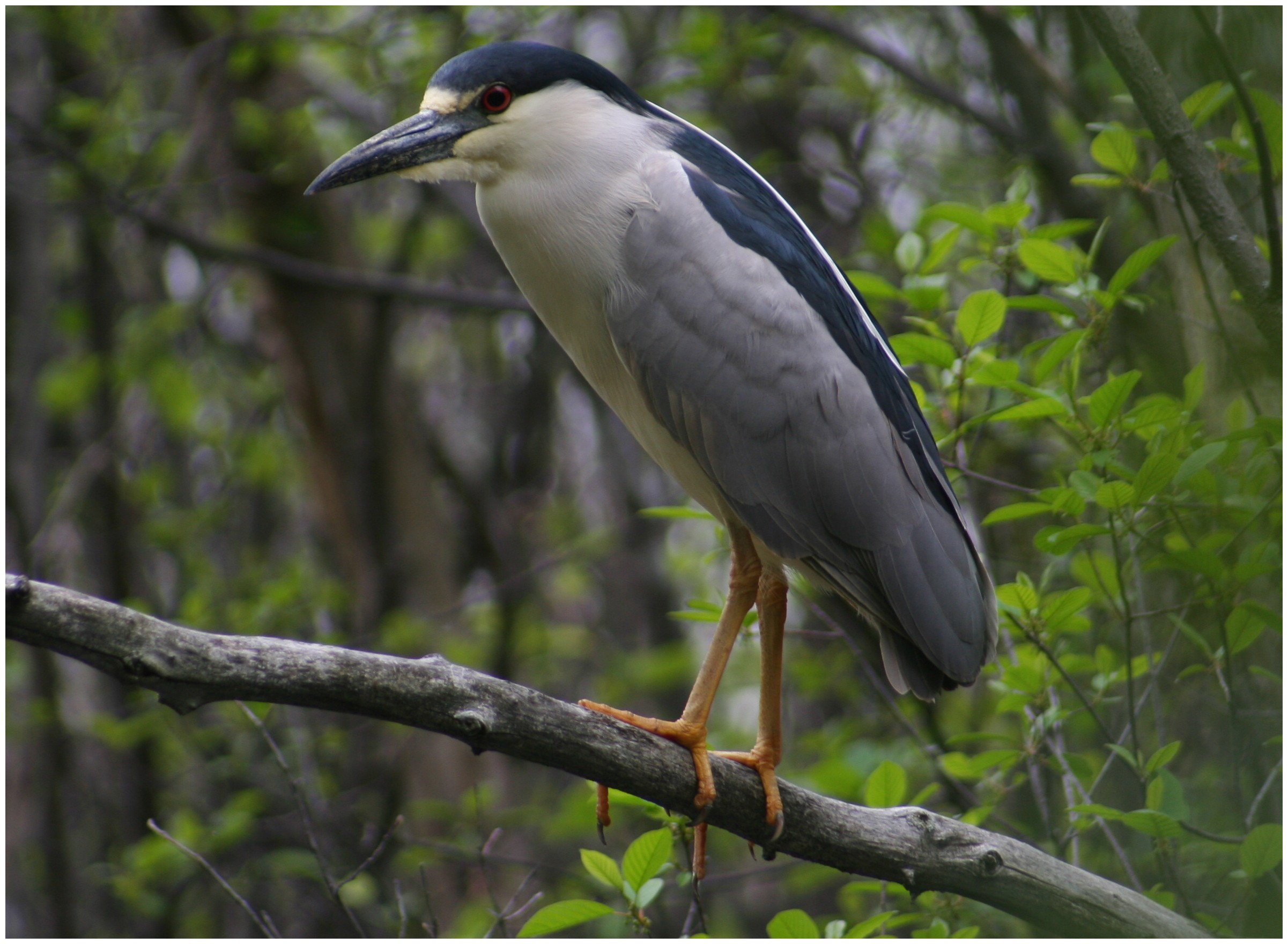
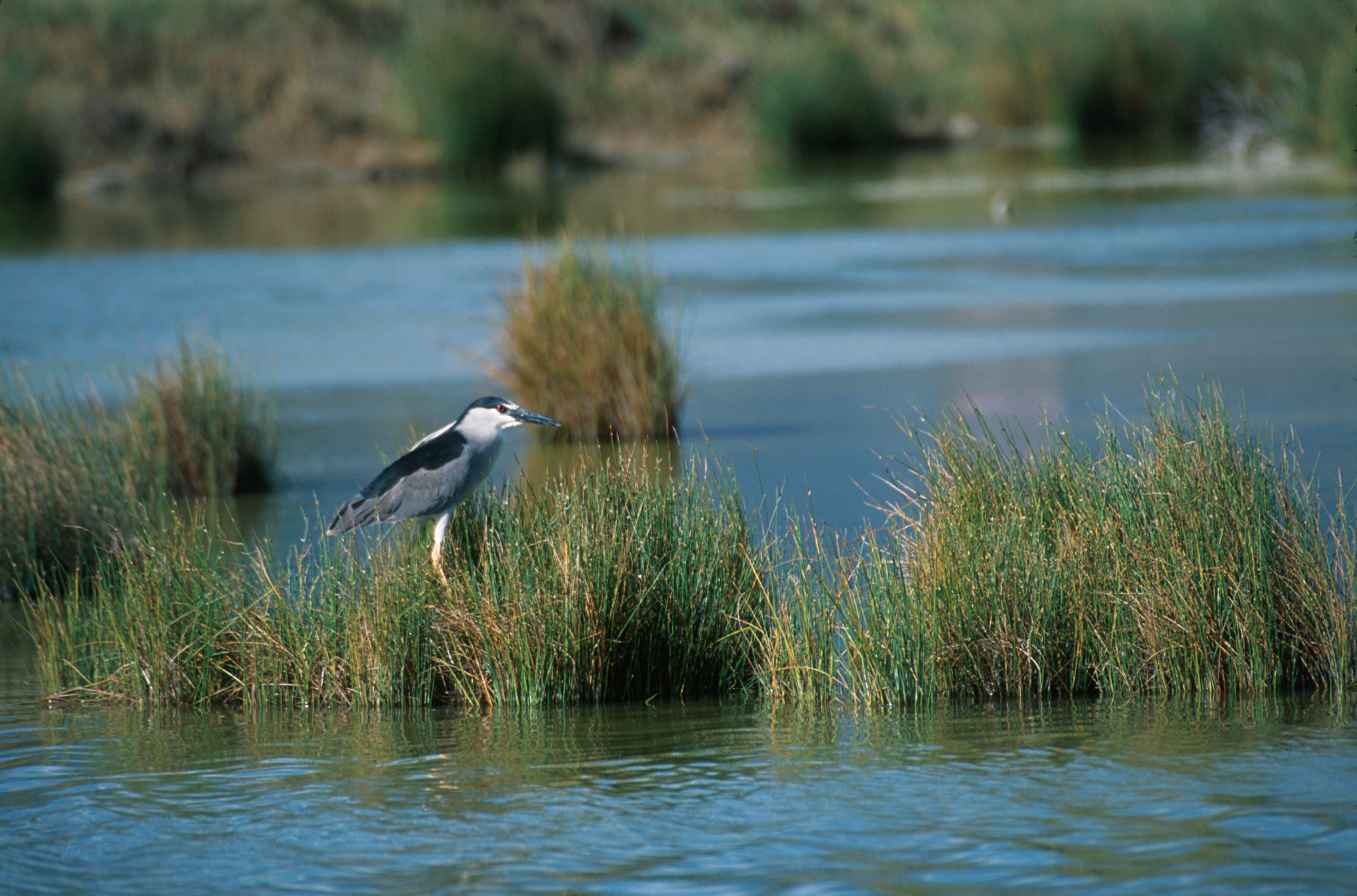